# Kosmos (singel Skubasa)
Kosmos – czwarty singel Skubasa promujący jego drugi album studyjny Brzask. Został wydany przez Kayax do promocji radiowej 3 sierpnia 2015 oraz ponownie 10 sierpnia 2015.

## Notowania
- Lista Przebojów Trójki: 20[3]

## Teledysk
Miał swoją premierę 14 lipca 2014 w serwisie YouTube. Został zrealizowany w gminie Opole Lubelskie. Promuje aktywność fizyczną (główna postać - biegacz, inne osoby - dziewczyny na rolkach).